# Huang Zongxi

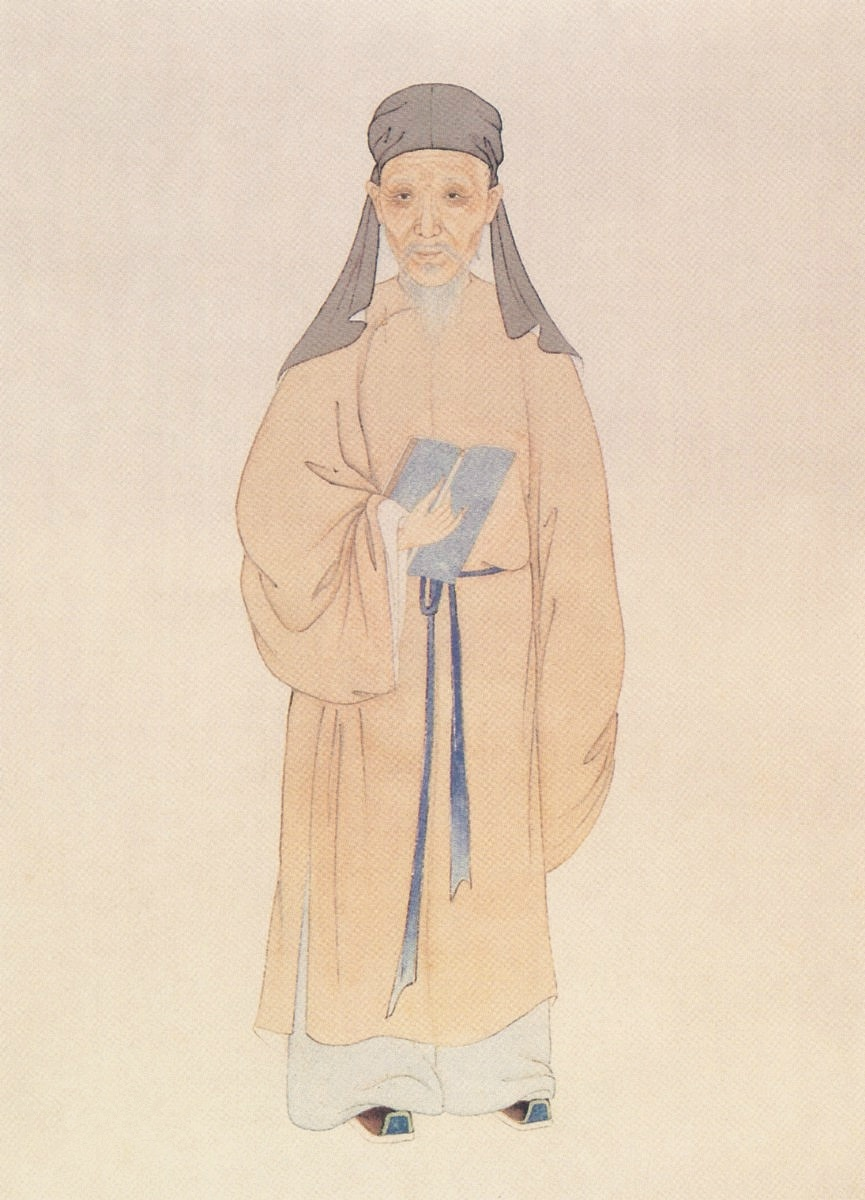
Huang Zongxi

Huang Zongxi (chinesisch 黃宗羲; geb. 24. September 1610 in Yuyao; gest. 12. August 1695, ebenda), hao: Lizhou 梨洲, war ein chinesischer Philosoph, politischer Analyst und Historiker. Er wird zur Gruppe der Ming-Loyalisten gerechnet. Huang kritisiert, dass die politische Macht ausschließlich zentralistisch autoritär durch den monarchischen Hof ausgeübt wurde. Er forderte, dass sich die Machtausübung am Nutzen für das Volk orientieren sollte und dass sie stärker verteilt werden sollte. Ende des 19. und am Anfang des 20. Jahrhunderts beriefen sich chinesische Reformer auf die Lehren Huangs, wie seine Idee von der chinesischen Nation.
Huang Zongxi wird zusammen mit Gu Yanwu und Wang Fuzhi als einer der einflussreichsten Gelehrten der Übergangszeit von der Ming- zur Qing-Dynastie gesehen. Einige Analytiker seines Werkes bezeichnen ihn als Wegbereiter der Aufklärung.

## Leben
Huang Zongxi war der Sohn eines Hofbeamten und Gelehrten, der sich als Anhänger der Donglin-Akademie für Reformen am Hof eingesetzt und deshalb auf Betreiben des mächtigen Hof-Eunuchen Wei Zhongxian im Jahr 1626 wegen Hochverrats zum Tode verurteilt wurde. In dieser Zeit wurde Huang Schüler des Gelehrten Liu Zongzhou. Nach der Eroberung Pekings durch die Mandschu und der Ausrufung der mandschurischen Qing-Dynastie schloss sich Huang dem chinesischen Widerstand gegen die neue Dynastie an, zog sich jedoch im Jahr 1649 zurück und wirkte bis zu seinem Lebensende als Privatgelehrter.

## Werk
In seinem ersten Hauptwerk Mingyi dai fang lu von 1662/1663 (deutsch: "Aufzeichnungen in Erwartung eines erleuchteten Herrschers") analysiert Huang das politische System des chinesischen Kaiserreiches. Er beklagt, dass in der chinesischen Geschichte die Kaiser immer stärker eigensüchtige Interessen verfolgten und das Wohl des Volkes nicht beachteten. Die Macht des Kaisers solle durch einen Premierminister kontrolliert werden. Huang wandte sich gegen eine übermäßige Zentralisierung und forderte mehr lokale Freiheiten auf Basis einer lokalen Erb-Elite, die dem Volk näher sei. Ferner führte Huang in seinen Werken Reformvorschläge für die Bereiche Erziehung, Beamtenexamen, Militär und Steuerwesen aus. Die Gesetzgebung solle sich nach den übergeordneten Bedürfnissen der Gerechtigkeit und nicht nach dem despotischen Willen eines Herrschers richten. Mingyi dai fang lu entstand vor dem Hintergrund des Scheiterns der rein chinesischen Ming-Dynastie und dem Aufstieg der Qing-Dynastie, die mandschurischen Ursprungs war.
Im Jahr 1676 erschien Huangs philosophiegeschichtliches Werk Ming Ru Xue’an (deutsch: "Untersuchung des Ming-Konfuzianismus"), das als erste Systematisierung der chinesischen Philosophie einer Zeitperiode gilt. Die einzelnen Philosophen werden in dem Werk nach Denkschulen geordnet, die nach ihrem Wirkungsbereich in den einzelnen Provinzen geordnet sind.  Sie werden mit Biographien, ihren wichtigsten Lehrvortragen und einer Kommentierung ihrer Lehren dargestellt. Huang forderte, die Fakten zu studieren und dann möglichst unverfälscht durch Autoritäten zu einer eigenen Erkenntnis zu kommen. Deshalb versuchte er in seiner Philosophiegeschichte, die Grundsätze der Schulen möglichst unverfälscht darzustellen. Eine Systematisierung der Philosophie in der Zeit der Song- und Yuan-Dynastie, Song-Yuan Xue’an, blieb unvollendet.
Als Historiker trat er für das Studium auch der neueren Geschichte ein, anstatt sich auf das Studium der Antike zu beschränken. Für ihn sollte die Geschichtsanalyse anhand von Fakten und nicht auf Basis persönlicher und moralischer Standards geschehen.